# Ministerium für Diaspora
Das Ministerium für Diaspora ist ein Ministerium in Israel, das 2013 gebildet wurde. Vorangegangen waren von 1967 bis 1967 das Ministerium für Information, das 1969 aufgelöst und von 1974 bis 1975 wieder bestand, sowie das Ministerium für Soziale Angelegenheiten und Angelegenheiten der Diaspora (von 1999 bis 2001 und von 2003 bis 2006), das von 2007 bis 2009 als Ministerium für Diaspora, Gesellschaft und den Kampf gegen Antisemitismus und von 2009 bis 2013 als Ministerium für Diplomatie und Diaspora. Seit 2013 trägt es seinen derzeitigen Namen. Der derzeitige Minister ist seit Dezember 2022 Amichai Chikli; zuvor war es ab Juni 2021 Nachman Shai.

## Liste der Minister
| Minister                                                                  | Partei                               | Amtsantritt                 | Amtsende                    | Regierung                   |
| Ministerium für Information                                               | Ministerium für Information          | Ministerium für Information | Ministerium für Information | Ministerium für Information |
| ------------------------------------------------------------------------- | ------------------------------------ | --------------------------- | --------------------------- | --------------------------- |
| Jisrael Galili                                                            | HaMa’arach; Avoda                    | 5. Juni 1967                | 17. März 1969               | 13. Regierung               |
| Von 1969 bis 1974 existierte kein entsprechendes Ministerium.             |                                      |                             |                             |                             |
| Schimon Peres                                                             | HaMa'arach                           | 10. März 1974               | 3. Juni 1974                | 16. Regierung               |
| Aharon Jariv                                                              | HaMa'arach                           | 3. Juni 1974                | 4. Februar 1975             | 17. Regierung               |
| Ministerium 1975 abgeschafft                                              |                                      |                             |                             |                             |
| Ministerium für Soziale Angelegenheiten und Angelegenheiten der Diaspora  |                                      |                             |                             |                             |
| Michael Melchior                                                          | Jisrael Achat                        | 5. August 1999              | 7. März 2001                | 28. Regierung               |
| Natan Scharanski                                                          | Likud                                | 3. März 2003                | 4. Mai 2006                 | 30. Regierung               |
| Ministerium 2006 abgeschafft                                              |                                      |                             |                             |                             |
| Ministerium für Diaspora, Gesellschaft und den Kampf gegen Antisemitismus |                                      |                             |                             |                             |
| Jitzchak Herzog                                                           | Awoda                                | 21. März 2007               | 31. März 2009               | 31. Regierung               |
| Ministerium für Diplomatie und Diaspora                                   |                                      |                             |                             |                             |
| Juli-Joel Edelstein                                                       | Likud                                | 31. März 2009               | 18. März 2013               | 32. Regierung               |
| Ministerium für Diaspora                                                  |                                      |                             |                             |                             |
| Naftali Bennett                                                           | HaBajit haJehudi, HaJamin HeChadasch | 18. März 2013               | 4. Juni 2019                | 33.+34. Regierung           |
| Tzipi Hotovely                                                            | Likud                                | 21. Januar 2020             | 17. Mai 2020                | 34. Regierung               |
| Omer Yankelevich                                                          | Chosen LeJisra’el                    | 17. Mai 2020                | 13. Juni 2021               | 35. Regierung               |
| Nachman Shai                                                              | Avoda                                | 13. Juni 2021               | 29. Dezember 2022           | 36. Regierung               |
| Amichai Chikli                                                            | Likud                                | 29. Dezember 2022           | amtierend                   | 37. Regierung               |

## Stellvertretender Minister
Nur einmal während seiner Geschichte, vom 20. Juni bis zum 23. November 2005, hatte das Ministerium bisher einen stellvertretenden Minister: Michael Melchior (Meimad-Partei).

## Antisemitismus-Konferenz
Im März 2025 veranstaltete das Ministerium eine »Internationale Konferenz zur Bekämpfung des Antisemitismus«. Präsident Isaak Herzog und Premierminister Benjamin Netanjahu nahmen an der Konferenz teil. Zu der Konferenz wurden auch Vertreter rechter und rechtsextremer Parteien aus Europa als Redner eingeladen, darunter Jordan Bardella des Rassemblement National in Frankreich, Hermann Tertsch von Vox in Spanien, Charlie Weimers von den Schwedendemokraten, Marion Maréchal, die Enkeltochter von Jean-Marie Le Pen, des Gründers des Front national, und Kinga Gál von Fidesz in Ungarn, aber auch Bernard-Henri Lévy, Ephraim Mirvis, Jonathan Greenblatt, der Vorsitzende der Anti-Defamation League, der argentinische Präsident Javier Milei und Milorad Dodik, Präsident der Republika Srpska.
Als die Beteiligung der Rechtsradikalen bekannt wurde, sagte der deutsche Antisemitismusbeauftragte Felix Klein seine Teilnahme ab. Volker Beck, Javier Milei und Jonathan Greenblatt sagten zwischenzeitlich ebenfalls ihre Teilnahme ab.
Schimon Stein und Moshe Zimmermann schrieben in Haaretz über die Einladung von Rechtsextremen zu der Konferenz: »Sag mir, wer deine Freunde sind, und ich sag dir, wer du bist«, und dass dieses Bündnis zwischen der israelischen Regierung und europäischen Rechtsextremen ein Ergebnis der rassistischen Vorstellung von einem gemeinsamen Feind sei – Muslime, Araber und Immigranten. Die Konferenz sei das natürliche Ergebnis eines jahrelangen gegenseitigen Werbens zwischen der israelischen und der weltweiten extremen Rechten.
Minister Amichai Chikli verteidigte die Einladungen und erklärte, dass der »radikale Islam die wahre Gefahr für das Judentum in Europa« sei, und nicht die Rechte. Er sagte, dass die europäischen Rechtsextremen Israel »am meisten unterstützen«.

## Propaganda für Siedlungen
Im Mai 2025 kündigte das Diaspora-Ministerium eine neue weltweite Propaganda-Initiative (siehe Hasbara) für die Rechtfertigung der israelischen Siedlungen in den besetzten bzw. annektierten Gebieten (Westjordanland, Jordantal und Golanhöhen) an.

## Wikipedia
Das Ministerium hat eine Organisation namens National Vision unterstützt, die versucht, die englischsprachige Wikipedia so zu beeinflussen, dass sie die Narrative der israelischen Regierung wiedergibt.